# جيري فورايسل
جيري فورايسل (مواليد 3 أكتوبر 1931) هو لاعب كرة قدم. يلعب مع منتخب تشيكوسلوفاكيا لكرة القدم. سبق له أن لعب في كأس العالم لكرة القدم مع منتخب بلاده.

## روابط خارجية
- جيري فورايسل على موقع الاتحاد الدولي (مؤرشف)  (الإنجليزية)
- جيري فورايسل على موقع الاتحاد التشيكي (الإنجليزية)
- جيري فورايسل على موقع قاعدة بيانات كرة القدم.إي يو (الإنجليزية)
- جيري فورايسل على موقع بيانات كرة القدم. دي إي (الألمانية)
- جيري فورايسل على موقع ناشيونال فوتبول تيمز (الإنجليزية)
- جيري فورايسل على موقع Soccerway.com (الإنجليزية)
- جيري فورايسل على موقع عالم كرة القدم.نت (الإنجليزية)
- جيري فورايسل على موقع EliteProspects.com (الإنجليزية)